# Afrikaspiele 2019/Leichtathletik – Kugelstoßen der Frauen
Das Kugelstoßen der Frauen bei den Afrikaspielen 2019 fand am 30. August im Stade Moulay Abdallah in Rabat statt.
Sieben Diskuswerferinnen aus sechs Ländern nahmen an dem Wettbewerb teil. Die Goldmedaille gewann Oyesade Adetola Olatoye mit 16,61 m, Silber ging an Ischke Senekal mit 16,18 m und die Bronzemedaille gewann Meike Strydom mit 14,64 m.

## Rekorde
| Weltrekord        | Natalja Lissowskaja | 22,63 m | Moskau, Sowjetunion            | 7. Juni 1987 |
| Rekord der Spiele | Vivian Chukwuemeka  | 18,12 m | Afrikaspiele in Abuja, Nigeria | Oktober 2003 |

## Ergebnis
30. August 2019, 16:50 Uhr
| Platz | Athletin                | Land         | 1. Versuch | 2. Versuch | 3. Versuch | 4. Versuch | 5. Versuch | 6. Versuch | Weite (m) |
| ----- | ----------------------- | ------------ | ---------- | ---------- | ---------- | ---------- | ---------- | ---------- | --------- |
|       | Oyesade Olatoye         | Nigeria      | 16,61      | 16,06      | 16,05      | 16,10      | 15,26      | 16,30      | 16,61     |
|       | Ischke Senekal          | Südafrika    | x          | 14,24      | x          | 15,77      | 15,95      | 16,18      | 16,18     |
|       | Meike Strydom           | Südafrika    | 13,77      | 13,24      | 13,81      | 13,60      | 14,64      | 14,24      | 14,64     |
| 4     | Odile Ahouanwanou       | Benin        | 12,95      | 12,73      | 13,10      | 13,77      | 13,31      | 13,32      | 13,77     |
| 5     | Zineb Zeroual           | Marokko      | 13,14      | 13,25      | 13,39      | 13,35      | 12,95      | 12,94      | 13,39     |
| 6     | Zurga Usman             | Äthiopien    | 12,24      | 13,21      | 13,19      | 13,09      | 12,59      | 13,01      | 13,21     |
| 7     | Sali Nadounké           | Burkina Faso | x          | 12,89      | 11,99      | 12,20      | 12,49      | 12,29      | 12,89     |
|       | Auriol Dongmo Mekemnang | Kamerun      |            |            |            |            |            |            | DNS       |